# Négatif (album)
Pour les articles homonymes, voir Négatif.
Albums de Benjamin Biolay
Live au Casino de Paris
(2002) Home (avec Chiara Mastroianni)
(2004)
Singles
1. Une Chaise à Tokyo
Sortie : avril 2003

Négatif est le deuxième album solo de Benjamin Biolay, paru le 4 avril 2003 chez Virgin Music.
Le morceau Little Darlin'  reprend un sample de la Carter Family, le morceau Little Darling Pal of Mine.
Le morceau Exsangue reprend un sample de Brian Eno, du morceau By This River de l'album Before and After Science.

## Liste des titres
| 1.  | Billy Bob a raison          | 4:28 |
| 2.  | La Pénombre des Pays-Bas    | 5:06 |
| 3.  | Hors la vie                 | 3:33 |
| 4.  | Nuits blanches              | 3:55 |
| 5.  | Chaise à Tokyo              | 4:52 |
| 6.  | Je ne t'ai pas aimé         | 4:07 |
| 7.  | Little Darlin'              | 5:27 |
| 8.  | Des lendemains qui chantent | 4:24 |
| 9.  | Chère inconnue              | 3:12 |
| 10. | Glory Hole                  | 5:59 |
| 11. | La Vanité                   | 3:15 |
| 12. | Negative Folk Song          | 5:42 |
| 13. | Négatif                     | 4:52 |
| 14. | Exsangue                    | 4:14 |

| 1. | La Dérive des continents    |  |
| 2. | Dernier souper au château   |  |
| 3. | Les Insulaires              |  |
| 4. | Chambre 7                   |  |
| 5. | Holland Spring              |  |
| 6. | Bain de sang                |  |
| 7. | Billy Bob a toujours raison |  |
| 8. | L'Autocar planche           |  |

Une nouvelle édition, désormais épuisée, est parue le 9 septembre 2004 dans laquelle l'ordre des titres est différent et qui bénéficie d'une plage vidéo.
| No  | Titre                       | Durée              |
| --- | --------------------------- | ------------------ |
| 1.  | Exsangue                    |                    |
| 2.  | Glory Hole                  |                    |
| 3.  | Des lendemains qui chantent |                    |
| 4.  | Little Darlin'              |                    |
| 5.  | Je ne t'ai pas aimé         |                    |
| 6.  | Chaise à Tokyo              | (nouvelle version) |
| 7.  | Chambre 7                   |                    |
| 8.  | Hors la vie                 |                    |
| 9.  | La Pénombre des Pays-Bas    |                    |
| 10. | La Vanité                   |                    |
| 11. | Billy Bob a raison          |                    |
| 12. | Nuits blanches              |                    |
| 13. | Chère inconnue              |                    |
| 14. | L'Autocar planche           |                    |
| 15. | Négatif                     |                    |
| 16. | Sans titre (vidéo)          |                    |

## Classements
| Classement                   | Meilleure position |
| ---------------------------- | ------------------ |
| France (SNEP)                | 15                 |
| Belgique (Wallonie Ultratop) | 9                  |